# Klapgijp
Een klapgijp of Chinese gijp is het bij gijpen, vaak onverwacht, snel en met kracht overkomen van zeil, giek en schoot doordat het zeil aan loef staat en door de wind naar lij wordt gesmeten bij een binnen-de-windse koers.
Over het algemeen komt een klapgijp voor, als er onbedoeld gegijpt wordt. Veelal doordat de wind achter het zeil komt, wordt dit naar het andere boord geduwd, wint vaart terwijl het door de wind over het schip geduwd wordt en wordt ten slotte door de schoot of de verstaging over het andere boord tegengehouden.
Een klapgijp brengt aanzienlijke gevaren met zich mee:
- Zeil en giek maaien onbeheerst over het schip en kunnen de bemanning treffen.
- De schoot of verstaging krijgt plotseling zo'n klap dat die kan breken.
- De vaart van het zeil wordt ineens overgebracht op het schip, waardoor het na de klap sterk overhelt en kan omslaan.

Bij weinig wind kan een klapgijp optreden als het schip door een of andere oorzaak naar loef overhelt. In dat geval is de kracht achter het zeil niet de wind, maar de zwaartekracht. Juist omdat het schip dan al overhelt, is de kans op omslaan bij lichte scheepjes in dit geval vrij groot.
Als gijpen beheerst gebeurt wordt een klapgijp voorkomen door het inhalen en vieren van de betreffende schoot. Op schepen, of bij omstandigheden, waarbij gijpen een te grote kans heeft een klapgijp te veroorzaken, wordt gijpen vermeden door een stormrondje te zeilen.
Bij lange voor-de-windse rakken wordt op grotere schepen een lijn van het uiteinde van de giek (of boom) naar het voorschip gespannen, de bulletalie. Hiermee wordt voorkomen dat de giek plotseling kan overslaan.
Een klapgijp kan worden veroorzaakt door lijgierigheid. De boot wordt zo lijgierig dat hij niet meer naar zijn roer luistert. Deze lijgierigheig kan worden veroorzaakt doordat de spinnaker naar loef draait en het zeilpunt naar loef komt. Een andere oorzaak is het rollen van de boot naar loef. Dit is sterk afhankelijk van de rompvorm van de boot. Als de boot te veel helling krijg gaat het roer als een vleugel werken waardoor de boot alleen maar meer helling krijgt.